# Línea M-120 (Área de Málaga)
La línea M-120 es una ruta de transporte público en autobús interurbano del Consorcio de Transporte Metropolitano del Área de Málaga. Une los municipios de Torremolinos y Fuengirola, la cual hace parada en el término municipal de Benalmádena.
En el itinerario de la línea se encuentran centros importantes de atracción turística, como pueden ser la Carihuela, el Puerto Deportivo de Benalmádena, Selwo Marina además de realizar paradas en todas las playas del litoral.

## Detalles de la línea
| Línea | Trayecto                | Recorrido y Horarios | Plano |
| ----- | ----------------------- | -------------------- | ----- |
| M-120 | Torremolinos-Fuengirola | Recorrido y Horarios | Plano |